# Kaj Hendriks
Kaj Hendriks (ur. 19 sierpnia 1987 w Wageningen) – holenderski wioślarz, mistrz świata i mistrz Europy.

## Osiągnięcia
| Rok  | Impreza                 | Miejsce          | Konkurencja          | Lokata      |
| ---- | ----------------------- | ---------------- | -------------------- | ----------- |
| 2005 | Mistrzostwa świata U-23 | Račice           | czwórka bez sternika | 13. miejsce |
| 2010 | Mistrzostwa Europy      | Montemor-o-Velho | ósemka               | 4. miejsce  |
| 2010 | Mistrzostwa świata      | Hamilton         | ósemka               | 4. miejsce  |
| 2011 | Mistrzostwa świata      | Bled             | czwórka bez sternika | 6. miejsce  |
| 2012 | Igrzyska olimpijskie    | Londyn           | czwórka bez sternika | 5. miejsce  |
| 2013 | Mistrzostwa Europy      | Sewilla          | czwórka bez sternika | 1. miejsce  |
| 2013 | Mistrzostwa świata      | Chungju          | czwórka bez sternika | 1. miejsce  |